# Downes Braide Association
Downes Braide Assocation (DBA) is een Amerikaanse muziekgroep rond de Britten Geoff Downes en Chris Braide. Thuisbasis is Los Angeles.
Downes is bekend vanwege werk in en met The Buggles, Yes en Asia, voornamelijk binnen de Neo-Prog. Braide werkte meer in de richting van de commerciële popmuziek, hij werkte voor artiesten als Britney Spears, Selena Gomez en Beyoncé. De bindende factor moet worden gezocht in de muziekproducent Trevor Horn, die ooit samen met Downes The Buggles vormde en later via The Producers/The Trevor Horn Band met Braide heeft gewerkt. DBA is alleen bekend vanwege opnamen, door de drukke werkroosters van beide musici is het nog niet tot bijvoorbeeld een concertreeks gekomen. Wel werd er een eenmalig concert gegeven in 2018, vastgelegd op Live in England
De muziek verloochent hun muzikale afkomst niet, het is zogenaamde progpop.

## Discografie
- Pictures of you (2012)
- Suburban ghosts (2015)
- Skyscraper souls (2017)
- Live in England (2019)
- Halcyon hymns (2021)